# Havasi cickány
A havasi cickány (Sorex alpinus) az emlősök (Mammalia) osztályának Eulipotyphla rendjébe, ezen belül a cickányfélék (Soricidae) családjába és a vörösfogú cickányok (Soricinae) alcsaládjába tartozó, Közép-Európa hegyeiben élő emlősfaj.
Közép- és Dél-Európa hegyvidékeit népesíti be.

## Előfordulása
A havasi cickány azon kevés emlősfajok egyike, melyek Európában endemikusak, honosak. Az erősen feldarabolódott (diszjunkt) elterjedése felöleli Közép- és Dél-Európa közép, ill. magashegységeit Spanyolországtól egészen Romániáig. 
A fő elterjedési területe az Alpok, a Kárpátok és a Balkán-félsziget északnyugati hegységeire esik. A Pireneusokból feltehetően már az 1920-as években kipusztulhatott. Magyarországon egyedül a Kőszegi-hegységből ismert négy helyszínről. Nem kizárt, hogy az Északi-középhegységben is él, mert a határ szlovákiai oldalán előfordul.

## Megjelenése
A fej-törzs hossza 62-85 milliméter és a farkhossza 54–75 milliméter. A szőrzet csaknem az egész testen szürkésfekete, pusztán a fark fonák és a láb első oldala fehér. Az ormány helye rózsaszín.

## Életmódja
A havasi cickány csaknem kizárólag a hegyvidékek szubmontán és montán vidékeit népesíti be, tengerszint felett 500-2550 méteres magasságig. Legnagyobb egyedszámban 1000 méteres körül, az erdőségekben fordul elő kis vagy közepes nagyságú patakok partján. Itt sűrű mohában, kövek és gyökfők alatt él. 500 méter alatt csupán mélyen bevágott, kis patakvölgyek, szurdokvölgyek erdeiben fordulhat elő. Erdőhatár felett is előfordulhat, ahol sziklarepedésekben, törpecserjék alatt él.
Éjjel és nappal is aktív faj, jól mászik. Egyedsűrűsége általában 1-2 egyed/hektár. Téli álmot nem alszik. Tápláléka főleg pókokból, gilisztából, kitinszegény rovarokból és utóbbiak lárváiból, csigákból tevődik össze. Naponta átlagosan saját testsúlyát kitevő táplálékot fogyaszt el.
Legfőbb ellenségei a többi cickányhoz hasonlóan elsősorban a baglyok, a házi és a vadmacska, a menyét és a hermelin.

## Szaporodása
A szaporodási időszak áprilistól októberig tart. Egy nőstény többnyire háromszor vet almot évente, almonként átlagosan 5-6 (3-9) kölyökkel. Utódait 20-21 napig szoptatja. Az ivarérettséget 9-10 hónaposan érik el. Átlagosan másfél évig él.

## Állománynagyság és veszélyeztetettség
Az IUCN szerint a havasi cickány állománya mérsékelten fenyegetett, ezt a nézetet osztja Svájc is. Németországban a vörös listán szerepel, mivel a víz- és erdőgazdálkodás miatt feldarabolódtak az élőhelyei. Magyarországon védett, természetvédelmi értéke 50 000 forint.